# Гелен
Геле́н, Єле́н (грец. Έλενος) — міфічний син Пріама й Гекаби, котрий, як і його сестра Кассандра, був пророком.
Став на чолі троянського війська після загибелі Гектора; з падінням Трої потрапив у полон до Неоптолема. Гелен провістив Неоптолемові, що грецький флот буде розбитий, і радив йому суходолом повертатися до Епіру. Неоптолем за те став його другом. Після смерті Неоптолема Гелен успадкував частину земель в Епірі й одружився з Андромахою. Його вважали засновником міст Бутрот і Іліон.